# Cheghālū
Cheghālū (persiska: چغالو) är en ort i Iran.   Den ligger i provinsen Östazarbaijan, i den nordvästra delen av landet, 500 km väster om huvudstaden Teheran. Cheghālū ligger 1 354 meter över havet och antalet invånare är 485.
Terrängen runt Cheghālū är platt åt sydväst, men åt nordost är den kuperad. Runt Cheghālū är det ganska tätbefolkat, med 90 invånare per kvadratkilometer. Närmaste större samhälle är Mīāndoāb, 16,1 km väster om Cheghālū. Trakten runt Cheghālū består till största delen av jordbruksmark.